# Ewald Kluge

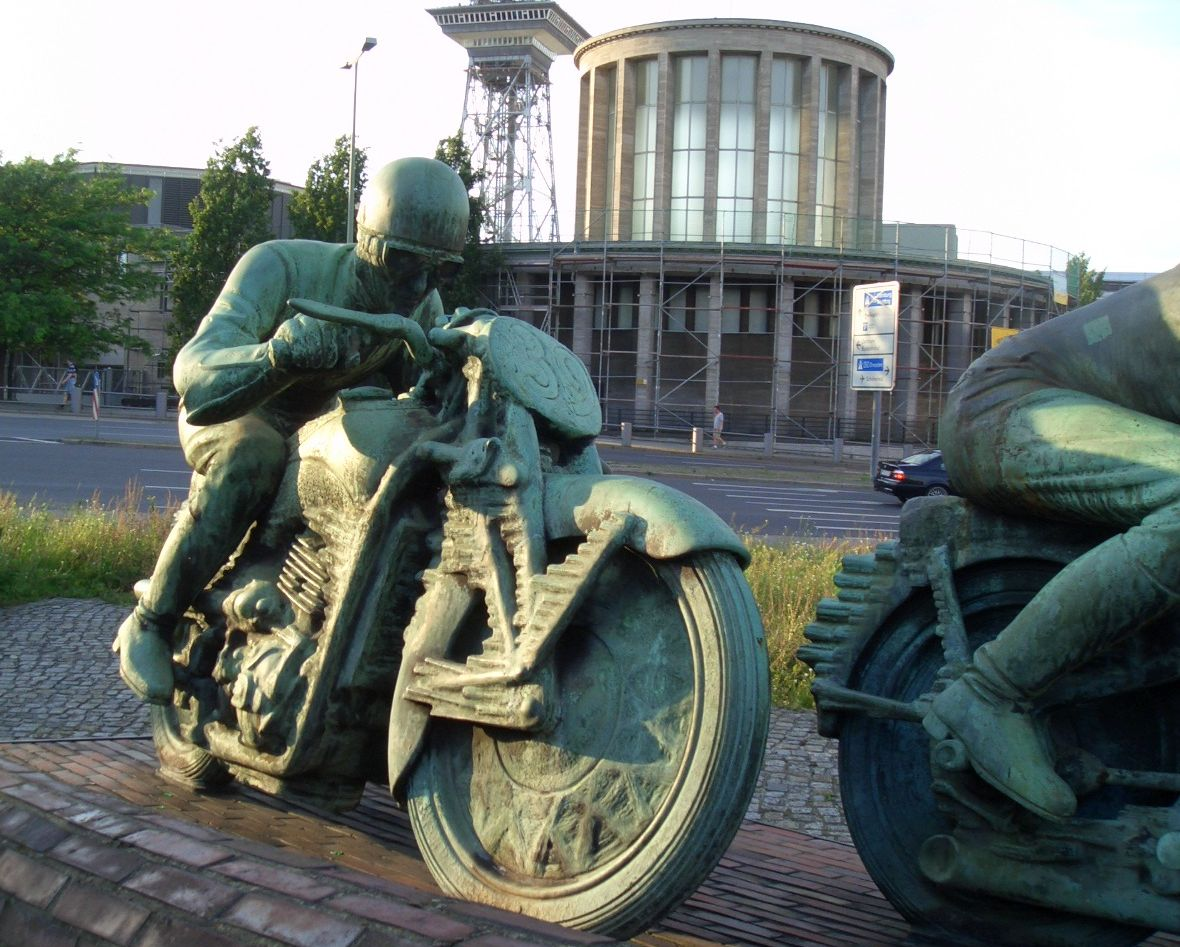
Kluge em sua DKW no monumento conhecido como "Motorradfahrer".

Ewald Kluge (Dresden, 19 de janeiro de 1909 –– Ingolstadt, 19 de agosto de 1964) foi um motociclista alemão bicampeão europeu e vencedor do TT da Ilha de Man.
Kluge foi um dos integrantes da equipe da Auto Union conhecida como Flechas de Prata –– nome dado às equipes de competições da Auto Union e Mercedes-Benz entre os anos de 1934 e 1939 pela imprensa alemã devido a sua dominância nas competições de automobilismo da época ––, embora tenha se destacado no motociclismo, se tornando o principal motociclista na segunda metade dos anos 1930, sendo tetracampeão alemão e bicampeão europeu, todas as vezes correndo nas 250cc. A parte destes, se tornou o primeiro alemão, e apenas o segundo piloto de fora do Reino Unido, a vencer o TT da Ilha de Man.

## Carreira
Após uma infância difícil, onde chegara a ser dispensado como aprendiz de mecânico, iniciou sua carreira nas corridas em 1929, após comprar por 800 Reichsmark uma motocicleta britânica Dunelt, com a qual ele participou da Freiberger Dreiecksrennen. Embora ele tenha largado na frente no início da corrida, terminou em terceiro. Nos próximos anos ele correu com uma DKW, se juntando a equipe de fábrica como mecânico e piloto reserva em 1934. Em 1935 ele se tornou piloto principal. Neste mesmo ano, juntamente com Arthur Geiß e Walfried Winkler, ele participou da prestigiada competição de off-road International Six Days Trial, vencendo o principal prêmio da competição, o Silver Vase, sendo os primeiros alemães a conseguirem.

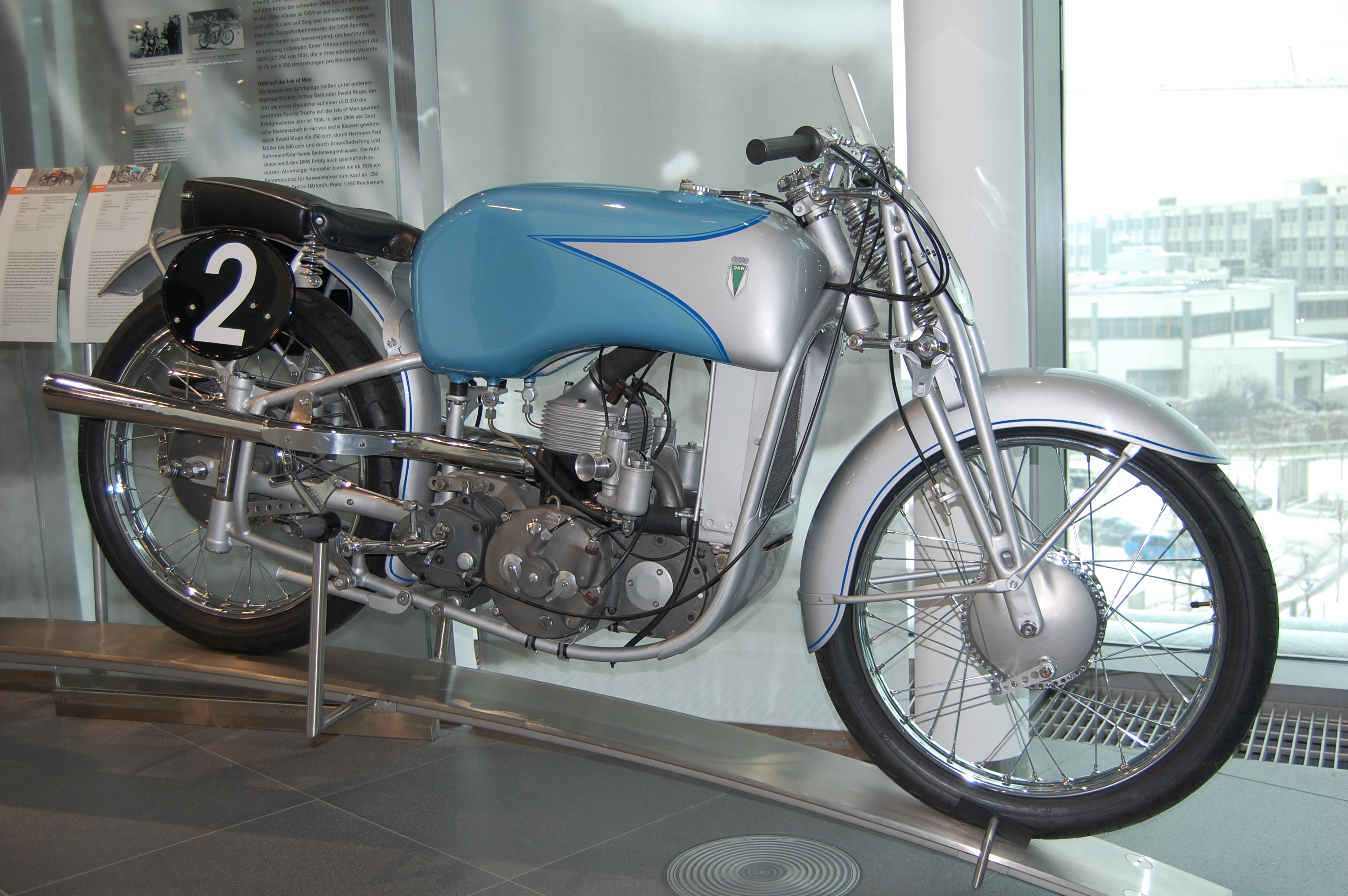
A DKW US 250 usada por Kluge durante a temporada de 1939.

A partir de 1936 Kluge foi dominante nas principais competições motociclísticas, vencendo quatro títulos seguidos do campeonato alemão de motovelocidade de 250cc –– 1936, 1937, 1938 e 1939 ––, e mais dois títulos do campeonato europeu da mesma categoria, em 1938 e 1939, quando foi coroado como o "Campeão dos Campeões". Este acabou sendo o último ano de disputa dos campeonato por conta da eclosão da Segunda Guerra Mundial, retornando apenas em 1947. Em 1939 ele também quebrou seis recordes mundiais com sua DKW.
Em 1938 Kluge fez história ao vencer as 250 cc Lightweight TT do TT da Ilha de Man, o mais difícil e tradicional torneio do motociclismo de velocidade, se tornando o primeiro alemão a conquistar alguma edição do TT, e apenas o segundo de fora do Reino Unido –– após o italiano Omobono Tenni, que havia vencido a mesma categoria no ano anterior ––. A vitória também foi obtida com uma margem de 11 minutos e 10 segundos, extremamente alta. Neste ano ele também chegou a participar de quatro corridas na Austrália, vencendo todas. Ainda em 1938, ele obteve o recorde de velocidade da Großglockner Race.

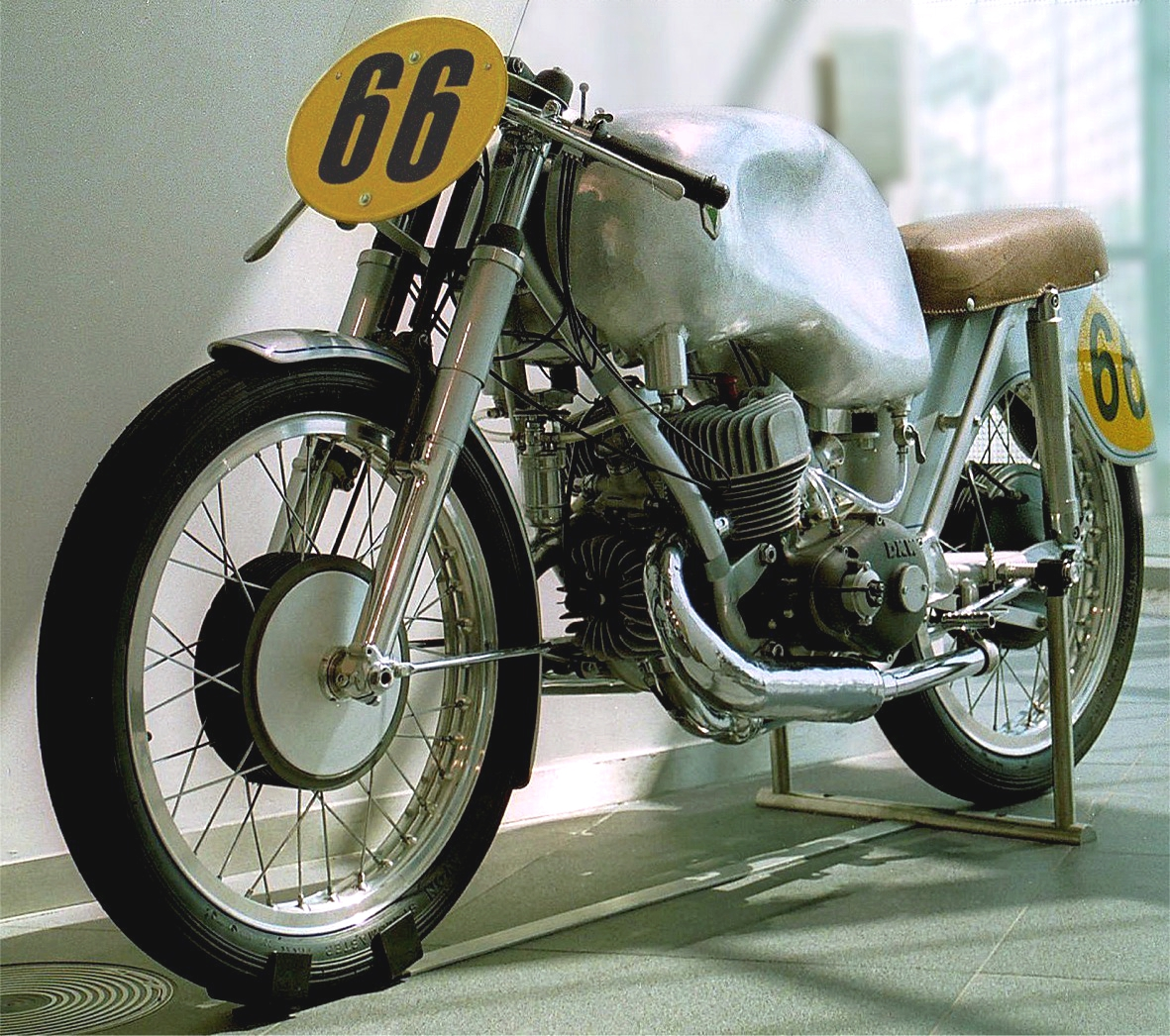
A DKW de três cilindros utilizada por Kluge em sua última corrida.

Além de suas conquistas em 1938, ano em que venceu 12 das 14 corridas que disputou –– sendo segundo nas duas que não venceu ––, após um teste em Nürburgring em maio daquele mesmo ano, Kluge foi contratado como piloto reserva da Auto Union para os anos de 1938 a 1939. Embora ele não tenha chegado a participar de nenhuma corrida oficial, participou de algumas demonstrações com os carros da Auto Unido, incluindo uma nos Saxtorp TT disputados na Suécia.
Após a eclosão da Segunda Guerra Mundial, Kluge foi alçado a condição de Sargento e designado como instrutor de direção em Wünsdorf, Leipzig. A pedido da direção da Auto Union, em 1943 ele foi liberado de suas funções, passando a trabalhar no departamento de testes da empresa. Após a guerra, ele foi considerado como um nazista pelo governo soviético, ficando preso no campo Speziallager Nr. 1 Mühlberg entre 1946 e 1949, quando foi liberado por conta de sua péssima condição física.
Apenas um ano após sua liberação do campo de prisioneiros, em 1950, ele retornou às competições, participando das 250cc e 350cc com a DKW. Em 1951 ele obteve quatro vitórias com a equipe, e no ano seguinte competiu no GP da Alemanha, terminando em 5° nas 350cc e 4° nas 250cc. No entanto, em 1953 ele sofreu um grave acidente na Eifelrennen, sendo forçado a encerrar sua carreira nas pistas após passar quase um ano no hospital. Até sua morte, em 1964, ele trabalhou como relações públicas na DKW.